# Schülldorf
Schülldorf ist eine Gemeinde im Kreis Rendsburg-Eckernförde in Schleswig-Holstein.

## Geografie

### Geografische Lage

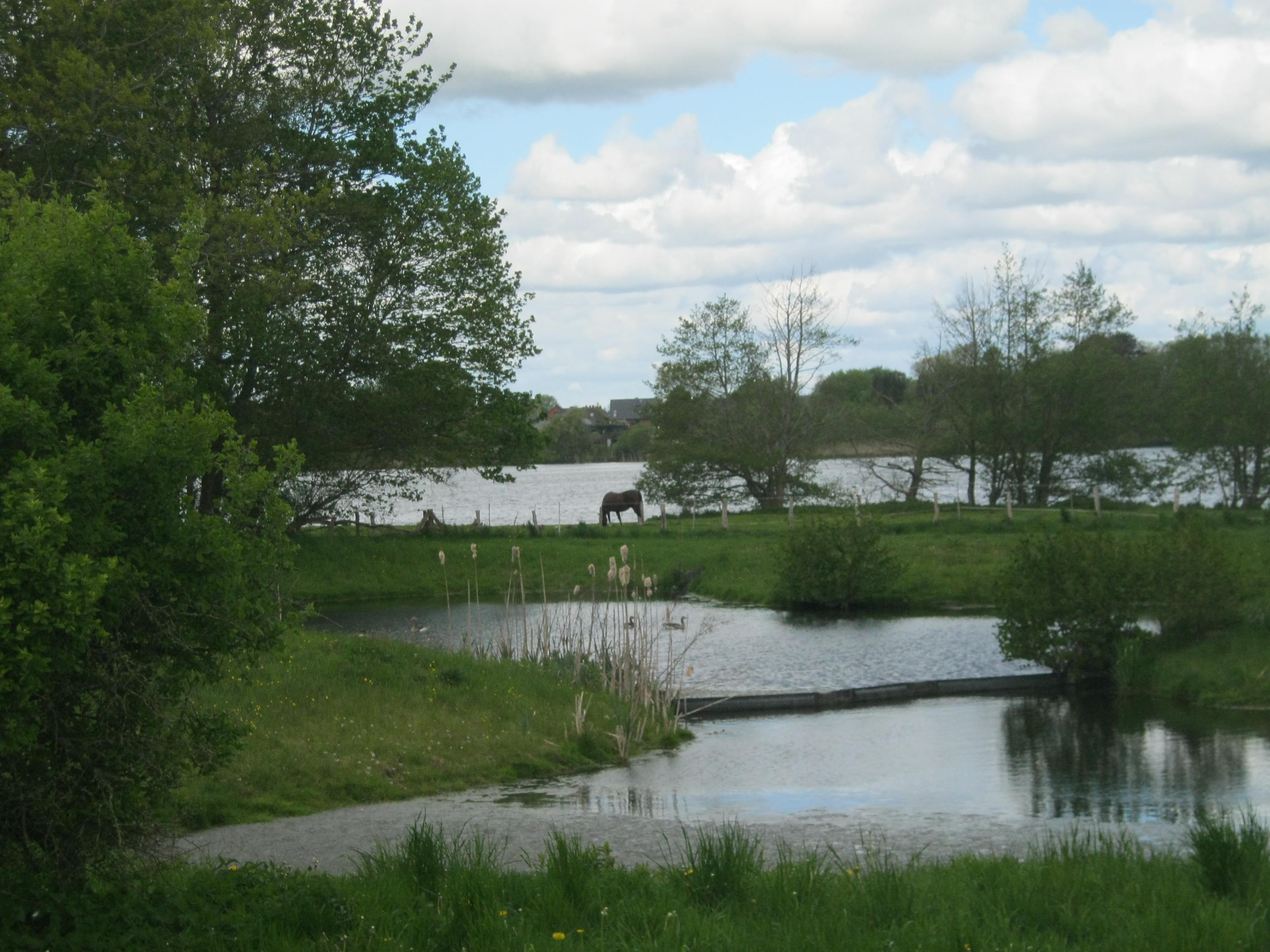
Schülldorfer See mit Regenrückhaltebecken

Das Gemeindegebiet von Schülldorf erstreckt sich im südöstlichen Umland der Kreisstadt Rendsburg am Schülldorfer See. Naturräumlich zählt das Gebiet zur Landschaft des Ostholsteinischen Seen- und Hügellandes, einem Teilraum des Schleswig-Holsteinischen Hügellandes.

### Ortsteile
Neben dem für die Gemeinde namenstiftenden Dorf liegen ebenfalls das weitere Dorf Ohe sowie die Häusergruppe Heidkrug (teilweise) und die Hof bzw. Höfesiedlungen Hohenberg und Buhrhorst als weitere Wohnplätze im Gemeindegebiet.

### Nachbargemeinden
Schülldorf wird umlagert von den Gemeinden:
| Schacht-Audorf |                                             | Ostenfeld |
| Osterrönfeld   | Kompassrose, die auf Nachbargemeinden zeigt | Haßmoor   |
|                | Emkendorf                                   |           |

## Geschichte
Der Dolmen von Schülldorf deutet auf eine vorchristliche Besiedelung hin.
Das Gemeindegebiet von Schülldorf besteht in seiner heutigen Form seit 1939.

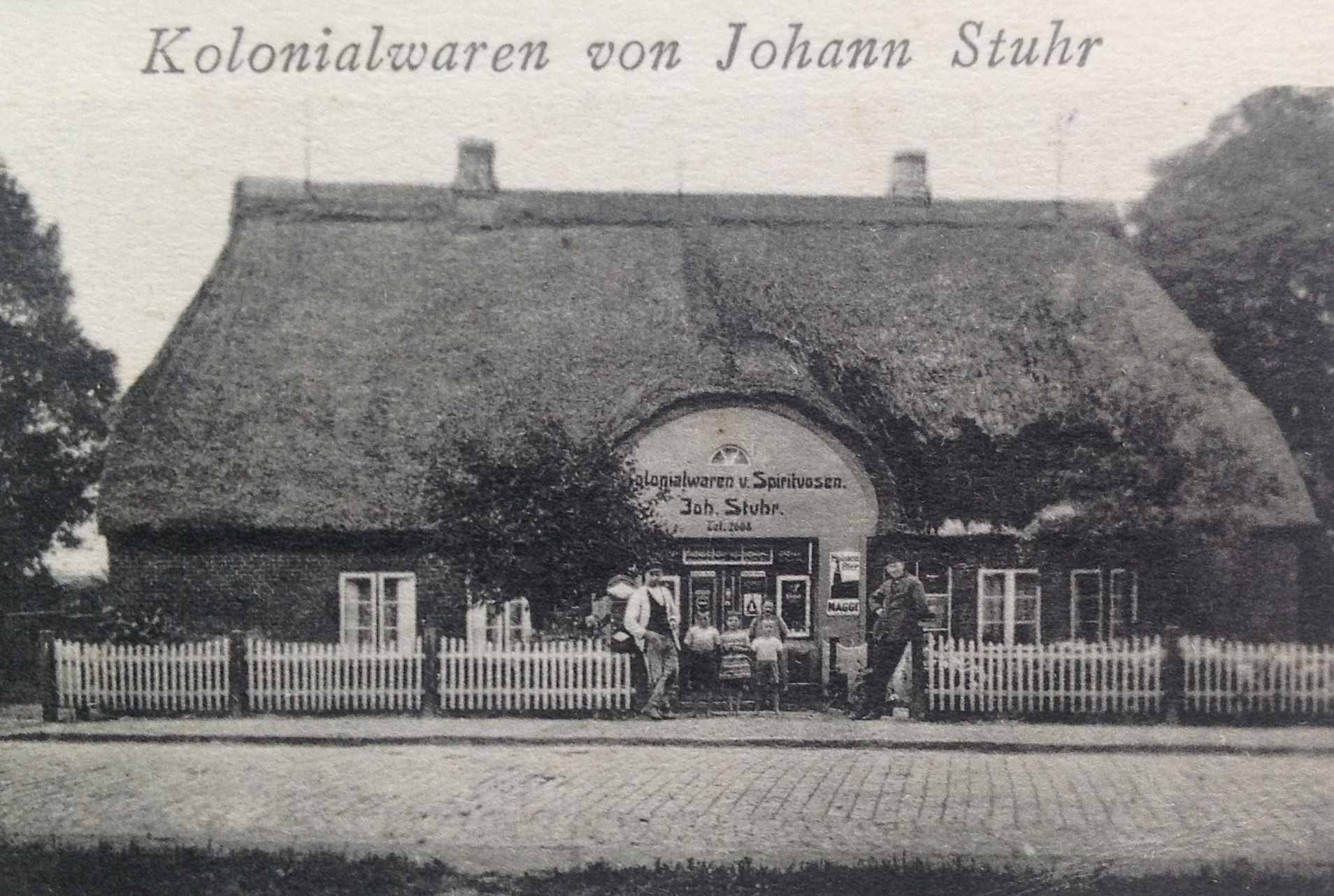
Kolonialwarengeschäft von Johann Stuhr, Schülldorf, ca. 1930

## Politik

### Gemeindevertretung
Bei der Kommunalwahl am 14. Mai 2023 wurden insgesamt neun Sitze vergeben. Die Kommunale Wählervereinigung Schülldorf erhielt fünf Sitze und das Neue Forum Lebenswertes Schülldorf erhielt vier Sitze.

### Wappen
Blasonierung: „Von Rot und Silber im Verhältnis 1 : 2 stufengiebelförmig (zwei Stufen) geteilt. Oben drei silberne Ähren nebeneinander; unten zwei blaue Fische übereinander.“

## Wirtschaft und Infrastruktur

### Wirtschaftsstruktur
Die Wirtschaft in der Gemeinde wird überwiegend von der Landwirtschaft geprägt.

### Verkehr
Im nordöstlichen Bereich der Gemarkung Schülldorf verknüpft das Autobahnkreuz Rendsburg die Bundesautobahn 7 mit der Bundesautobahn 210
Schülldorf hat einen Haltepunkt an der Bahnstrecke Kiel-Hassee–Osterrönfeld. Es halten Regionalbahnen im Stundentakt.